# Villablanca
|  | Aquest article tracta sobre el municipi de Huelva. Vegeu-ne altres significats a «Sanatori de Villablanca». |

Villablanca és un poble de la província de Huelva (Andalusia), que pertany a la comarca de Costa Occidental. Limita al nord amb Isla Cristina i a l'est amb Ayamonte i Lepe

## Demografia
| 1996 | 1998 | 1999 | 2000 | 2001 | 2002 | 2003 | 2004 | 2005 |
| ---- | ---- | ---- | ---- | ---- | ---- | ---- | ---- | ---- |
| 2072 | 2052 | 2030 | 2053 | 2060 | 2075 | 2146 | 2222 | 2324 |

## Història
De l'època andalusí són escasses les notícies de la població, per no dir nul·les. La fundació de la vila com a tal consta en els arxius del marquesat d'Ayamonte, al qual pertanyia pel 1531, a fi de poblar zones del mateix que es trobaven sense vilatans, creant així un desaprofitament dels recursos naturals, el benefici dels quals repercutia directament en els marquesos. El 16 de setembre de 1531 se signa la Carta de poblament, confirmada en 1537, per la qual es funda la vila de Santa Maria de la Blanca, per ordre de Francisco de Zúñiga, Guzmán i Soto Major i Teresa de Zúñiga y Guzmán, marquesos d'Ayamonte.
Com sempre els colons foren atrets amb avantatges fiscals i promeses, havent de romandre vassalls dels Marquesos. Aquests per la seva banda atorgaren la jurisdicció de la nova vila de Santa María la Blanca a dos alcaldes ordinaris, dues regions i altres oficials subalterns, tots ells nomenats pels Marquesos. Tots els aspectes de la vida quotidiana es regiren conforme les Ordenances Municipals dictades a Lepe en 1518. A mitjan segle xviii, els portuguesos, a causa de la seva guerra amb Espanya, a fi d'aconseguir la seva independència, realitzaren constants saquejos en les poblacions limítrofes, com és el cas de Villablanca, vila sense muralles i completament desprotegida, es converteix en presa fàcil, provocant un despoblament de la vila.